# Венгры в Канаде
Венгры в Канаде (англ. Hungarian Canadians, фр. Hongro-Canadiens, венг. Kanadai magyarok) — этническое меньшинство на территории современной Канады.
Согласно переписи населения 2006 года в Канаде проживало 315 тыс. 510 венгров. Как и в США, венгры в стране расселены дисперсно и во многом ассимилированы.
Среди 200 тысяч венгров, покинувших родину в период после подавления восстания 1956 года, 24 тыс. человек эмигрировали в Канаду, принимавшую переселенцев без ограничений (в отличие от Австралии, Бразилии, Колумбии, установивших квоту в 10 тыс. человек, и США, установивших квоту 21,5 тыс. венгров, но в итоге принявших 32 тыс. человек).
С 2008 года для граждан Венгрии (наряду с гражданами Польши, Словакии, Литвы) действует безвизовый режим въезда в Канаду.